# Terre du Milieu
Pour la compilation musicale, voir Sexion d'assaut#Mixtapes.
Projet/Portail
La Terre du Milieu (Middle-earth en version originale) est un continent fictif, théâtre de la plupart des récits fantastiques de l'écrivain britannique J. R. R. Tolkien.
Le terme « middle-earth » provient de la traduction en moyen anglais de middel-erde, issu de l'anglo-saxon middanġeard. Tolkien décrit explicitement la Terre du Milieu comme étant notre Terre, dans un lointain passé qui n'est pas pour autant revendiqué comme réel, puisque l'auteur indique clairement son caractère fictif. Il situe la fin du Troisième Âge de la Terre du Milieu à environ 6 000 ans avant notre époque,.
L'histoire de la Terre du Milieu est en effet divisée en plusieurs « Âges ». Les romans Le Hobbit et Le Seigneur des anneaux prennent place à la fin du Troisième Âge du Soleil, tandis que Le Silmarillion retrace la création du Monde et traite surtout des événements du Premier Âge.
La Terre du Milieu est un bon exemple de « worldbuilding », c'est-à-dire de conception d'un univers fictif comportant une géographie, des peuples et une histoire et même des langues inventées.

## Conception historique du terme

### Mythologies nordiques
Dans les anciens mythes germaniques et nordiques, l'univers est composé de neuf « mondes » physiques liés de façon incertaine. Selon une version, sept mondes se trouvaient sur une mer encerclante : les pays des Elfes (Álfheim), des Nains (Nidavellir), des Dieux (Ásgard et Vanaheim) et des Géants (Jötunheim et Muspellheim). D'autres placent ces sept mondes dans les cieux, parmi les branches d'Yggdrasil, « l'Arbre du Monde ». Dans les deux cas, le monde des Hommes (connu sous les noms de Midgard, Middenheim ou Middle-earth) se trouve au centre de cet univers. Bifröst, le pont de l'arc-en-ciel, relie Midgard à Asgard. Hel, le royaume des morts, se trouve sous Midgard.

### Étymologie
L'expression Middle-earth n'a pas été inventée par Tolkien. Elle apparaît dans l'anglais moderne naissant, provenant du mot moyen anglais middel-erde (proche de l'allemand Mittelerde), lui-même issu du vieil anglais middanġeard (avec un g doux, qui se prononce comme un y). Le mot middanġeard apparaît à plusieurs reprises dans le poème Beowulf.
Middanġeard est issu d'un mot germanique plus ancien, et il possède donc des équivalents dans les langues parentes du vieil anglais, comme le vieux norrois Miðgarðr, issu de la mythologie nordique, translittéré en anglais moderne sous la forme Midgard.
À l'époque du moyen anglais, middanġeard est écrit de diverses façons : middellærd, midden-erde ou middel-erde. Ces légères variations orthographiques n'ont pas d'influence sur le sens général du mot, qui reste « clos du milieu » et non « terre du milieu ». Néanmoins, middangeard est communément traduit en « terre du milieu », tendance suivie par Tolkien.

## Origines de l'emploi du terme par Tolkien
Tolkien considère le concept de middangeard comme un emploi particulier du mot grec écoumène (οἰκουμένη / oikouménē litt. « terre habitée », qui a donné le mot œcuménique). Tolkien explique qu'employé ainsi, l'oikouménē est « le monde habité par les hommes », c'est-à-dire le monde physique où l'homme vit et accomplit sa destinée, par opposition aux mondes invisibles que sont, par exemple, le paradis ou l'enfer.

« La Terre du Milieu n'est pas […] de ma propre invention. C'est une modernisation, ou une altération […] d'un terme ancien désignant le monde habité par les Hommes, oikoumene : milieu parce qu'elle est vaguement figurée comme placée entre les Mers encerclantes et (dans l'imagination du Nord) entre la glace au nord et le feu au sud. V. anglais middan-geard, moyen a. midden-erd, middle-erd. De nombreux critiques semblent croire que la Terre du Milieu est une autre planète ! »

Tolkien a rencontré le terme middangeard dans un fragment vieil anglais qu'il étudie en 1914 :
« éala éarendel engla beorhtast / ofer middangeard monnum sended. »
« Salut Éarendel, plus brillant des anges / au-dessus de la terre du milieu aux hommes envoyé. »
Cette citation provient du second des fragments qui subsistent du Crist de Cynewulf. Le nom Éarendel est à l'origine de la création d'Eärendil, personnage d'importance majeure dans la mythologie du Silmarillion, qui apparaît dans un poème écrit par Tolkien vers septembre 1914. La première version de ce poème fait référence à « la bordure du monde du milieu » (the mid-world's rim).
Cependant, l'expression « Terre du Milieu » n'est pas employée par Tolkien dans les premiers écrits concernant son monde imaginaire, que ce soit dans les Contes perdus des années 1920 ou Le Hobbit, publié en 1937. Tolkien ne commence à l'utiliser qu'à la fin des années 1930, dans des textes comme l'Ambarkanta ou les Annales du Valinor, à la place des expressions « Grandes Terres » (Great Lands), « Terres Extérieures » (Outer Lands) et « Terres Citérieures » (Hither Lands) qui décrivaient jusqu'ici cette zone dans ses récits.
En quenya, la Terre du Milieu est appelée Endórë ou Endor et en sindarin, Ennor.

### Usage et traductions
L'expression « Terre du Milieu » est souvent employée pour désigner la création de Tolkien dans son entièreté, au détriment des termes plus appropriés que sont Ambar (ou Imbar), la Terre proprement dite Arda, terme quenya désignant la Terre ou, dans certains textes, le système solaire, ou Eä, le nom quenya de l'univers. Cet état de fait, probablement dû au fait que ni Arda ni Eä n'apparaissent dans Le Seigneur des anneaux, est particulièrement visible dans les livres traitant de l'œuvre de Tolkien, comme The Complete Guide to Middle-earth, The Atlas of Middle-earth, The Road to Middle-earth ou, en français, Sur les rivages de la Terre du Milieu de Vincent Ferré.

## Géographie

Carte de l'ouest de la Terre du Milieu au cours du Deuxième Âge d'Arda.

Le terme « Terre du Milieu » désigne, au sens strict, toutes les terres d'Arda se trouvant à l'est de la mer de Belegaer, dont la carte présentée dans les romans du Seigneur des Anneaux ne représente que la partie nord-ouest. Les seules cartes de la main de Tolkien, représentant la Terre du Milieu dans son ensemble, sont des croquis difficiles à déchiffrer datant des années 1930, publiées par son fils Christopher dans La Formation de la Terre du Milieu, le quatrième tome de l’Histoire de la Terre du Milieu.
L'une de ces cartes présente des ressemblances claires avec la géographie terrestre : on y voit, au sud du Beleriand, un vaste continent qui rappelle l'Afrique, puis, en remontant vers le nord-est, deux péninsules qui évoquent l'Arabie et l'Inde ; une mystérieuse « Terre Sombre » (Dark Land) recouvrant l'Antarctique et l'Australie.
Ce croquis a été utilisé par la géographe Karen Wynn Fonstad (dans son livre The Atlas of Middle-earth (en)) pour ses cartes générales de la Terre du Milieu aux Premier et Second Âges, mais il entre en contradiction avec plusieurs textes plus tardifs de Tolkien, notamment en ce qui concerne la mer de Rhûn.

### Évolution

Le monde d'Arda dans les temps anciens (durant les Années des Lampes) était éclairé par les Lampes des Valar, jusqu'à ce que Melkor les attaque et les détruise, entraînant dans le même temps la destruction de l'île d'Almaren, au centre.

La géographie originelle d'Arda est inconnue, en dehors du grand lac qui abrite l'île d'Almaren, demeure des Valar. Cette configuration disparaît lorsque Melkor détruit les deux lampes, Illuin et Ormal, qui illuminaient le monde : Almaren est alors détruite et deux mers apparaissent : la mer d'Helkar au nord et la mer de Ringil au sud.
La carte IV de l'Ambarkanta présente le monde à ce moment, après que les Valar se sont retirés en Valinor et que Melkor a fondé sa forteresse, Utumno, dans le nord de la terre du Milieu. On y voit cette dernière comprise entre deux océans, à l'ouest et à l'est, et parcourue de grandes chaînes de montagnes d'axe nord-sud : les Montagnes Bleues au nord-ouest, les Montagnes Rouges au nord-est, les Montagnes Grises au sud-ouest et les Montagnes Jaunes au sud-est.
Cuiviénen, l'endroit où s'éveillent les Elfes, est indiqué comme situé sur la rive orientale de la mer d'Helkar, une conception que contredisent des textes ultérieurs et qui font de Cuiviénen un lac indépendant.
Après l'éveil des Elfes, les Valar décident d'entrer en guerre contre Melkor pour libérer la Terre du Milieu de son influence. La guerre a pour théâtre le nord-ouest de la Terre du Milieu, et cette région, qui deviendra par la suite le Beleriand, est fortement ébranlée par les combats titanesques qui s'y déroulent. Néanmoins, le passage des Valar a un effet bénéfique sur le Beleriand : il permet à la région de sortir du sommeil induit par Yavanna et les arbres et les fleurs y repoussent de plus belle.
À la fin du Premier Âge, une seconde intervention des Valar contre Melkor (devenu Morgoth), ravage à un tel point le Beleriand que celui-ci est englouti sous les eaux de Belegaer, excepté sa partie la plus orientale, qui devient le Lindon, et quelques îles éparses, dont Tol Fuin et Himling.
Un dernier cataclysme a lieu à la fin du Second Âge, lorsque les Númenóréens tentent d'envahir Valinor. Eru intervient alors et ouvre un gigantesque gouffre au fond de la Mer de l'ouest, qui engloutit Númenor et la flotte d'Ar-Pharazôn. Le monde, jusqu'ici plat, devient sphérique. Cette catastrophe a également des répercussions sur la Terre du Milieu, dont les côtes sont légèrement redessinées : par exemple, Pelargir, qui était un port côtier, voit la mer s'éloigner de plusieurs lieues, tandis que l'île de Tol Falas est presque détruite.

### Correspondances avec la géographie terrestre

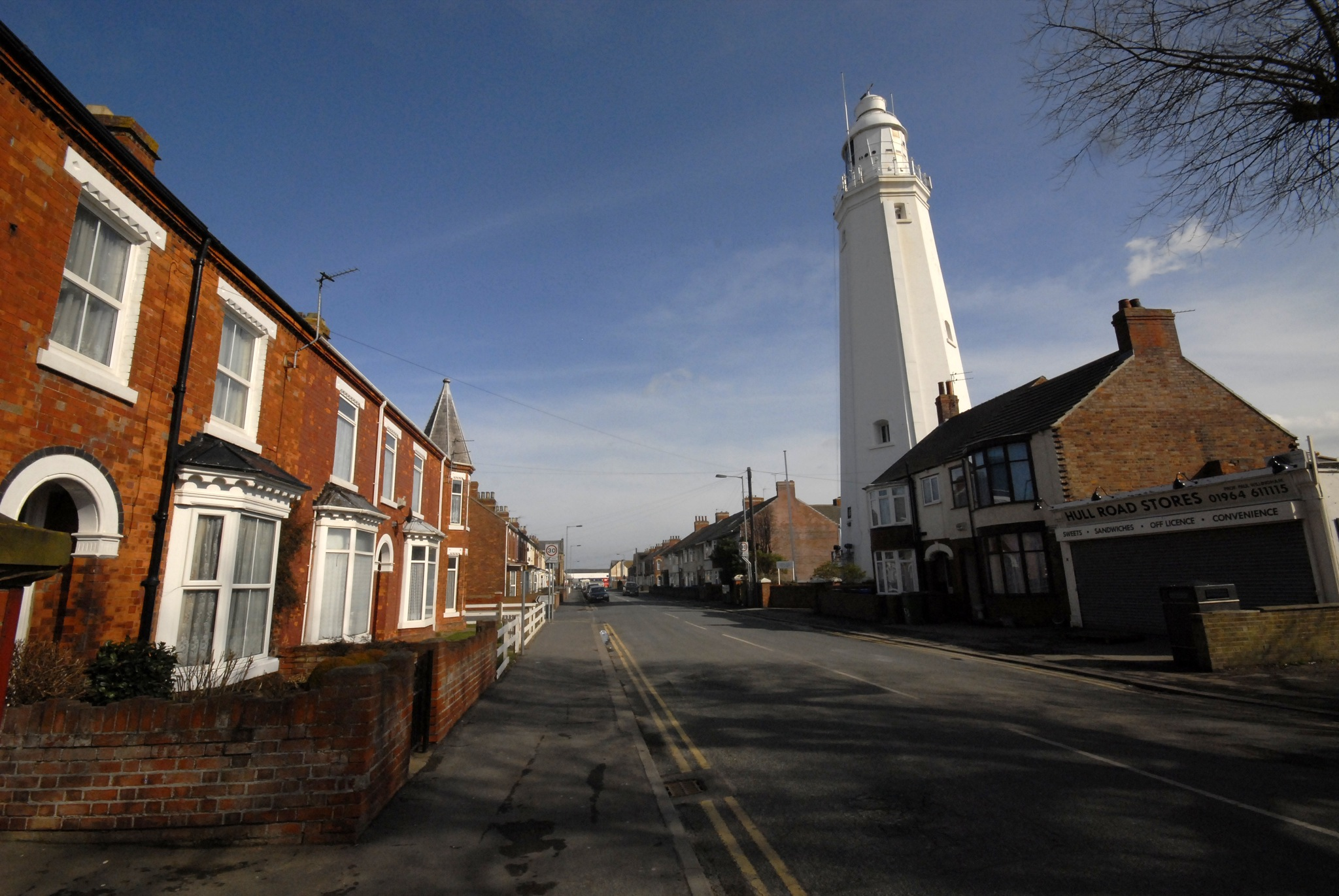
Edith Tolkien résidait près du phare de Withernsea, dans le Yorkshire, en 1917. Michael Flowers identifia un lien entre ce phare et les tours en bord de mer des premières œuvres de Tolkien, telles que la tour d'Eärendil et de sa femme Elwing.

Dans le prologue du Seigneur des Anneaux, Tolkien décrit la région où vivent les Hobbits comme « le nord-ouest de l'Ancien Monde, à l'est de la Mer », ce qui laisse suggérer un lien avec le nord-ouest de l'Europe, l'Ancien Monde. Cependant, comme il le dit dans ses lettres, les géographies ne correspondent pas, et il n'a pas conçu la Terre du Milieu pour qu'elle corresponde à la géographie réelle :

« En ce qui concerne la forme du monde au Troisième Âge, j'ai bien peur qu'elle ait été conçue « pour l'histoire » et non suivant la géologie, ou la paléontologie. »

« […] s'il s'agissait d'« Histoire », il serait difficile de faire concorder cette géographie et ces événements (ou « cultures ») avec les informations, archéologiques et géologiques, que nous possédons au sujet de la région la plus proche ou la plus éloignée de ce qui s'appelle désormais l'Europe — bien que la Comté, par exemple, soit explicitement présentée comme ayant fait partie de cette région. J'aurais pu faire coïncider les choses avec davantage de vraisemblance, si cette histoire ne s'était pas retrouvée beaucoup trop développée avant même que cette question ne me vienne à l'esprit. Je ne suis pas sûr qu'elle y aurait beaucoup gagné […] »

Dans une autre lettre, il établit des correspondances de latitudes entre l'Europe et la Terre du Milieu :

« L'action de cette histoire se déroule dans le nord-ouest de la « Terre du Milieu », à une latitude équivalente à celle des côtes de l'Europe et des rivages du nord de la Méditerranée. […] Si l'on place Hobbitebourg et Fondcombe (comme je le conçois) à peu près à la latitude d'Oxford, alors Minas Tirith, 1 000 km plus au sud, se trouve à peu près à celle de Florence ; les bouches de l'Anduin et Pelargir, l'ancienne cité, à celle de l'ancienne Troie environ. »

En ce qui concerne la Comté, Tolkien a déclaré qu’il voulait qu’elle corresponde à peu près à la latitude d’Oxford, ce qui ferait que d’autres lieux de la Terre du Milieu correspondraient (mais ne correspondraient pas nécessairement à) des emplacements réels. Par exemple, Minas Tirith tomberait à peu près à la latitude de Florence, et Pelargir et les embouchures d’Anduin à celle de l’ancienne Troie. D’après les annotations fournies par J.R.R. Tolkien à Pauline Baynes, Hobbiton est à nouveau à peu près à la même latitude qu’Oxford, et Minas Tirith est à peu près à la latitude de Ravenne. Le bas de la carte est à peu près à la latitude de Jérusalem, et Umbar à peu près à celle de Chypre. Minas Tirith, à environ 900 miles à l’est de Hobbiton, est situé près de Belgrade.

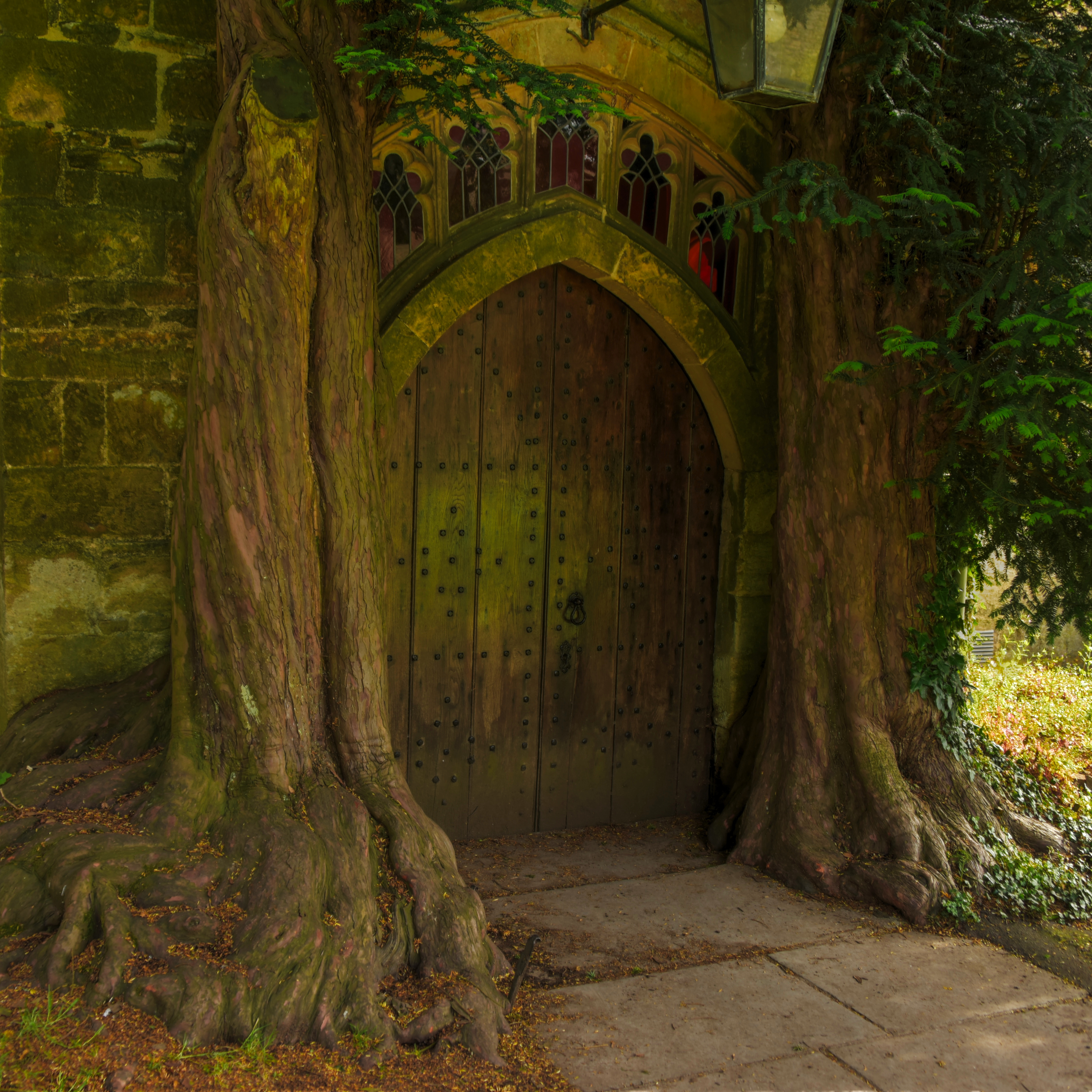
Les portes nord de l'église Saint-Édouard (en) de Stow-on-the-Wold (dans les collines de Cotswold du Gloucestershire) peuvent être parmi les inspirations des « Portes de Durin », l'entrée de la Moria[18].
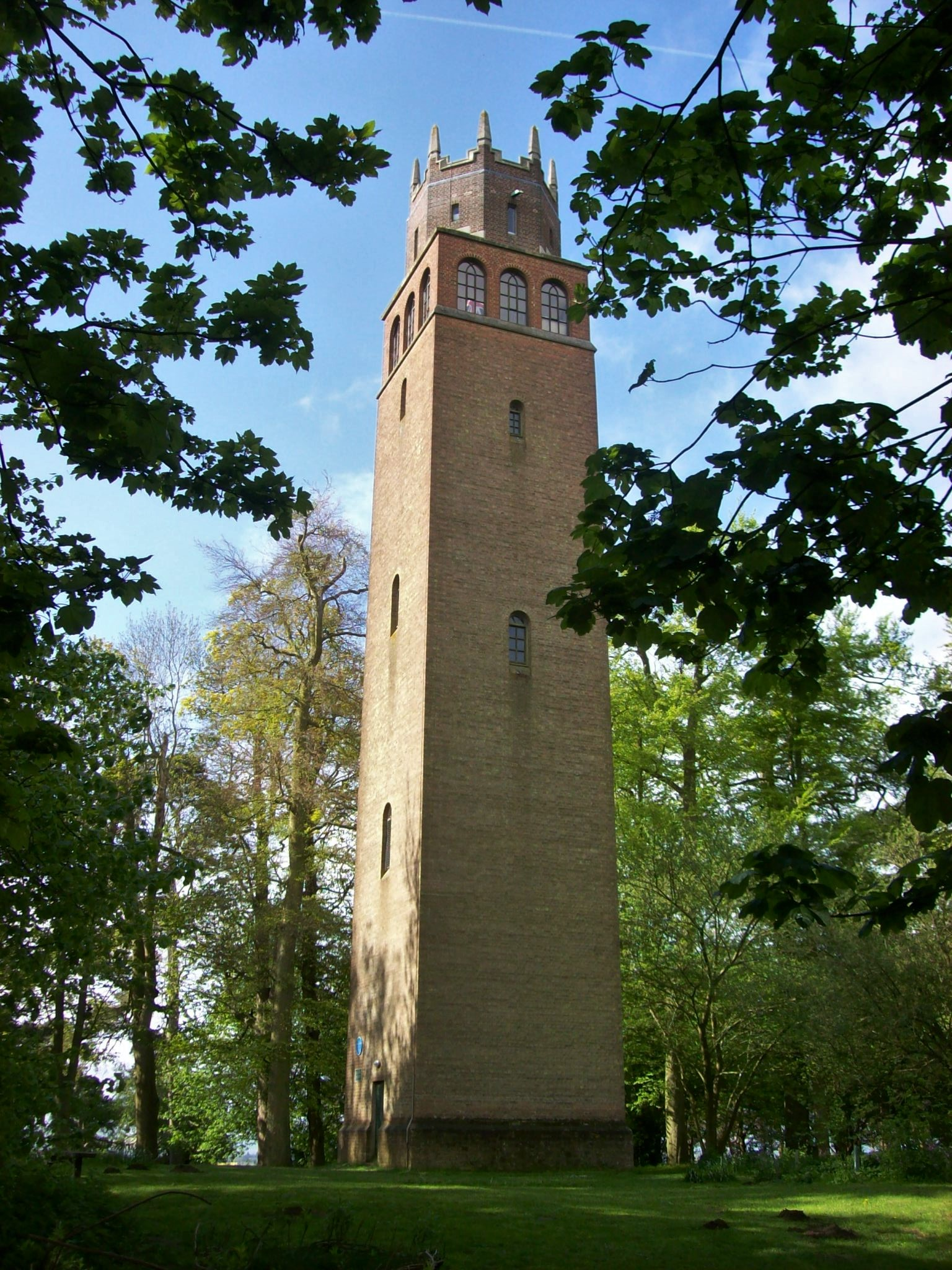
Faringdon Folly (en) a été construit par l'excentrique Lord Berners (en) sur le site du château de Faringdon (en). Cette tour, dans le Berkshire, et Orthanc, la tour de Saroumane à Isengard, ont toutes deux des plates-formes pour observer les étoiles à leurs sommets[13].

## Réutilisations et postérité
Des éléments du fossé de Rockall (bassin sédimentaire situé à l'Ouest de l'Irlande) ont été officiellement nommés d'après l’œuvre de Tolkien. On retrouve en effet sur les cartes de cette zone les éléments suivants : Eriador Seamount, Rohan Seamount, Gondor Seamount, Fangorn Bank, Edoras Bank, Lorien Knoll, Isengard Ridge. Le musée Greisinger en Suisse est le seul musée au monde consacré au thème de la Terre du Milieu.

## Autour de cet univers de fiction
- Inspirations
  - Christianisme
  - Mythologie celtique
  - Mythologie nordique, notamment Beowulf
  - Mythologie gréco-romaine
  - Kalevala
  - Mythologie égyptienne (dans une moindre mesure)
- Personnalités importantes
  - J. R. R. Tolkien : auteur des romans dont est issu le monde imaginaire.
  - Christopher Tolkien : fils de J. R. R. Tolkien, il a édité de nombreuses œuvres inachevées de ce dernier après sa mort.
- Conventions et événements, les réunions, manifestations des fans du monde imaginaire.
  - Occasionnellement : Oxonmoot
- Univers de fiction semblables, plusieurs jeu de rôles se déroulent dans un univers qui s'inspire de celui de la Terre du Milieu :
  - Warcraft
  - Warhammer
  - The Elder Scrolls
  - Donjons et Dragons
  - L'Œil noir
  - Le Jeu de rôle des Terres du Milieu qui utilise un système simplifié inspiré de Rolemaster
  - Le Jeu de rôle du Seigneur des Anneaux jeu de rôles inspiré des films de Peter Jackson
  - Le Jeu de rôle L'Anneau Unique, traduction par Edge Entertainement du jeu original The One Ring par Cubicle 7.